# Walter Spindler (Kreisleiter)
Walter Karl Spindler (* 13. September 1907; † nicht ermittelt) war ein deutscher Parteifunktionär (NSDAP). Er war Kreisleiter in Oelsnitz/Vogtl. in Sachsen.

## Leben
Bereits in seiner Jugend schloss er sich nationalsozialistischen Ideen an und trat der NSDAP bei. Im August 1936 wurde er als Nachfolger von Albert Gaumitz Kreisleiter in Oelsnitz/Vogtl. Beteiligt war er dort u. a. an den Novemberpogromen 1938 und an der geplanten Verteidigung der Stadt gegen die einrückenden Alliierten 1945. Nach Kriegsende erfolgte durch die Besatzer die Sequestrierung seiner Vermögenswerte. Er lebte damals in Jugelsburg.